# Анненка (Нижегородская область)
А́нненка — деревня в составе Глуховского сельсовета Воскресенского района Нижегородской области.
Располагается на левом берегу реки Ветлуги у устья реки Перенги.
Основана в середине XIX века как безымянное поселение при стекольном заводе Немчинова. По преданию, жена владельца Анна Николаевна Немчинова попросила мужа выполнить желание крестьян, которые жили там и не хотели переселяться в другое место с берега Ветлуги при закрытии нерентабельного завода. Крестьяне, которым разрешили остаться, попросили назвать деревню именем помещицы.

## Население
| 1999 | 2002 | 2010 |
| ---- | ---- | ---- |
| 16   | ↗27  | ↘15  |